# Kanton Caussade
Kanton Caussade is een voormalig kanton van het Franse departement Tarn-et-Garonne. Kanton Caussade maakte deel uit van het arrondissement Montauban. Het werd opgeheven bij decreet van 27 februari 2014 met uitwerking op 22 maart 2015.

## Gemeenten
Het kanton Caussade omvatte de volgende gemeenten:
- Caussade (hoofdplaats)
- Cayrac
- Cayriech
- Lavaurette
- Mirabel
- Monteils
- Réalville
- Saint-Cirq
- Saint-Georges
- Saint-Vincent
- Septfonds